# Carl Edwards
Carl Michael Edwards II. (* 15. August 1979 in Columbia, Missouri) ist ein ehemaliger US-amerikanischer Automobilrennfahrer, der bis 2016 in der NASCAR Sprint Cup Series aktiv war. Er gewann die NASCAR Busch Series 2007 und war zweimal Vizemeister des Sprint Cups. Der Titelgewinn blieb ihm im Cup jedoch versagt, ebenso ein Sieg beim Daytona 500.

## Leben
In seiner Kindheit sah er seinem Vater bei Autorennen zu und entschied sich daher in seine Fußstapfen zu treten. Sein Vater fuhr stark modifizierte Tourenwagen, sogenannte „Modifieds“, und „Sprint Cars“ des USAC, das heißt hochmotorisierte Rennwagen für losen Untergrund oder Asphaltstrecken, für mehr als 40 Jahre und gewann über 200 Rennen. Die Karriere von Edwards begann 1993, als er im Alter von 13 Jahren in Rennen der Mini-Sprint Series an den Start ging. Im darauffolgenden Jahr gewann er vier Rennen der Serie auf Rennstrecken in Missouri und Illinois. In den Jahren 1995 und 1996 gewann er insgesamt 14 Rennen.
Im Jahre 1997 wechselte Edwards zu Dirt-Rennen auf losem Untergrund und fuhr in der Modified-Division der International Motor Contest Association. 1998 wurde er als Rookie of the Year auf dem Capital Speedway in Holt Summit, Missouri ausgezeichnet. 1999 gewann er 13 Rennen in dieser Division auf dem Speedway und holte sich so die Streckenmeisterschaft der NASCAR.

### NASCAR
Der nächste Schritt in Edwards’ Karriere kam im Jahre 2002, als er in sieben Rennen der Craftsman Truck Series für MB Motorsports an den Start ging. Das beste Ergebnis war ein achter Platz auf dem Kansas Speedway. Im selben Jahr fuhr Edwards auch ein Rennen in der Busch Series, der heutigen Nationwide Series, für Bost Motorsports auf dem Gateway International Raceway, welches er als 38. beendete. Dennoch war Jack Roush von den Leistungen beeindruckt und nahm Edwards unter Vertrag. Edwards absolvierte 2003 seine erste volle Saison in der Craftsman Truck Series und fuhr einen von Superchips gesponserten Ford F-150 mit der Startnummer 99. Mit drei Saisonsiegen und Platz acht am Ende der Meisterschaft sicherte er sich auch den Titel des Rookie of the Year. In der Saison 2004 gewann er ebenfalls drei Rennen, darunter das Eröffnungsrennen der Saison, das Florida Dodge Dealers 250 auf dem Daytona International Speedway. Edwards beendete die Saison als Vierter in der Meisterschaft. Im August 2004 absolvierte er zudem sein Debüt im zu jener Zeit noch als Nextel Cup bezeichneten Sprint Cup, als er Jeff Burton ersetzte, der das Team von Roush verlassen hatte. Sein erstes Rennen im Ford Taurus mit der Startnummer 99 auf dem Michigan International Speedway beendete er auf Platz zehn. Ebenso ging Edwards die restlichen Rennen der Saison in diesem Wagen im Sprint Cup an den Start. Im Jahre 2004 fuhr Edwards zudem ein weiteres Rennen in der Nationwide Series, diesmal für Robby Benton Racing auf dem Bristol Motor Speedway.

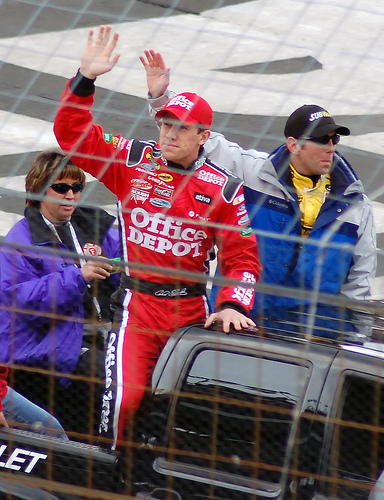
Edwards (im roten Overall) winkt den Fans während der Fahrervorstellung in Bristol im Frühjahr 2006 zu.

In der Saison 2005 wurde Edwards ein Vollzeitfahrer sowohl im Sprint Cup als auch in der Nationwide Series. Am 19. März 2005 gewann er mit dem Aaron’s 312 auf dem Atlanta Motor Speedway in Hampton, Georgia sein erstes Rennen in der Nationwide Series. Nur einen Tag später schlug er Jimmie Johnson mit einem Vorsprung von 0,02 Sekunden beim Golden Corral 500 auf derselben Strecke und holte sich so seinen ersten Sieg im Sprint Cup. Bis dahin war dieser Doppelsieg noch keinem Fahrer auf dieser Strecke gelungen. Auch ist Edwards damit der erste Fahrer, der seinen ersten Sieg in der Nationwide Series und im Sprint Cup an einem Wochenende erzielen konnte.
Am 12. Juni 2005 holte sich Edwards seinen zweiten Sieg im Sprint Cup beim Pocono 500 auf dem Pocono Raceway in Long Pond, Pennsylvania. Der dritte Sieg gelang ihm am 30. Oktober beim Bass Pro Shops MBNA 500 auf dem Atlanta Motor Speedway, wo er auch schon im Frühjahr seinen ersten Sieg im Sprint Cup erzielen konnte.

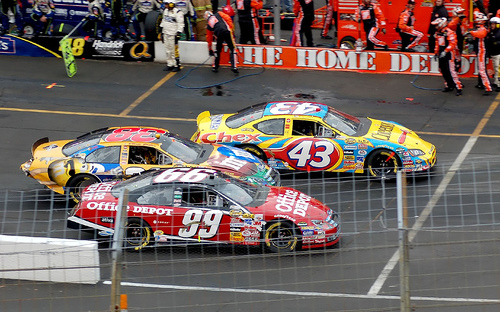
Edwards (Nr. 99) beim Sprint zum Ausgang der Boxengasse

Der fünfte Sieg folgte auf dem Texas Motor Speedway. Edwards war der zehnte Fahrer, der dort gewinnen konnte, aber bereits der fünfte für Roush Racing. Der er bereits die letzten Rennen der Saison 2004 im Sprint Cup gefahren war, durfte er nicht beim Wettbewerb des besten Neulings der Serie teilnehmen. Die Meisterschaft selbst beendete er als Dritter. Die Saison 2006 verlief deutlich schlechter. Edwards konnte keinen Sieg erzielen und die beste Platzierung war ein zweiter Platz auf dem Michigan Speedway. Dementsprechend fiel er in der Meisterschaft auf Platz zwölf zurück.
Am 18. Mai 2007 holte sich Edwards die Pole-Position für die NASCAR Nextel All-Star Challenge 2007. Er führte nahe die insgesamt 40 Runden des Rennens an, fiel in den letzten Runden aber auf Platz drei zurück und verpasste so das Hauptrennen. Am 17. Juni gewann Edwards nach 52 Rennen ohne Sieg das Citizens Bank 400. Kurze darauf gewann er am 25. August 2007 sein zweites Saisonrennen mit dem Sharpie 500 auf dem Bristol Motor Speedway. Im Interview nach dem Rennen kommentierte er diesen Sieg als größten Sieg seiner Karriere. Nach den ersten 26 Rennen der Saison lag Edwards auf Platz sechs in der Meisterschaft und qualifizierte sich nach 2004 zum zweiten Mal für den Chase for the Nextel Cup. Am 23. September holte er sich beim Dodge Dealers 400 auf dem Dover International Speedway seinen dritten Saisonsieg. Allerdings wurde bei der anschließenden Inspektion seines Rennwagens festgestellt, dass dieser hinten rechts die Mindesthöhe unterschritten hatte. Edwards durfte seinen Sieg behalten, bekam aber 25 Punkte in der Meisterschaftswertung als Strafe abgezogen. Am Ende der Saison belegte er Platz neun in der Meisterschaft.
Zu Beginn der Saison 2008 siegte Edwards im zweiten Saisonrennen, dem Auto Club 500 auf dem Auto Club Speedway in Fontana, Kalifornien. Eine Woche darauf siegte er beim UAW-Dodge 400. Zum dritten Rennen in Atlanta musste Edwards wegen eines Ölfilters, der nicht dem Reglement entsprach, all seine bisherigen Meisterschaftszähler abgeben. Seinen vierten Saisonsieg holte sich Edwards beim Sunoco Red Cross Pennsylvania 500 in Pocono. Im April gewann er mit dem Samsung 500 sein drittes Saisonrennen. Es folgten Siege beim UAW-Dodge 400 in Las Vegas, beim 3M Performance 400 auf dem Michigan International Speedway und beim Sharpie 500 auf dem Bristol Motor Speedway. In der NASCAR Nationwide Series gewann er 2008 das Camping World RV Rental 250, das Missouri-Illinois Dodge Dealers 250 und das Carfax 250.
Beim neunten Saisonrennen der Saison 2009, dem Aaron’s 499 auf dem Talladega Superspeedway, überstand er einen schweren Unfall unverletzt. Der bis dahin führende Edwards touchierte in der letzten Kurve den bis dato zweitplatzierten Brad Keselowski, als er dessen Spur blockieren wollte. Hierdurch drehte sich Edwards, so dass sein Wagen Unterluft bekam, leicht abhob und mit der Front des drittplatzierten Ryan Newman kollidierte. Durch den Aufprall wurde Edwards’ Wagen in die Höhe katapultiert, drehte sich während des Fluges einmal um die eigene Achse und schlug anschließend in den Fangzaun ein. Edwards entkam dem Unfall unverletzt, überquerte die Ziellinie zu Fuß und wurde auf Platz 24 gewertet. Allerdings wurden sieben Zuschauer durch umherfliegende Teile verletzt.
Im Jahr 2011 stand er lange Zeit an der Tabellenspitze des Sprint Cup, musste sich aber im letzten Saisonrennen dem punktgleichen Tony Stewart geschlagen geben, da dieser fünf Läufe für sich entscheiden konnte. Edwards selbst gewann nur das Kobalt Tools 400 in Las Vegas, sowie das Sprint Cup All-Star Race, welches jedoch nicht für die Meisterschaft zählt.
Vor der Saison 2012 kündigte Edwards an, nicht mehr in der Nationwide Series anzutreten, um sich auf den Sprint Cup zu konzentrieren. Trotzdem startete er noch bei einem Rennen der Nationwide Series in Watkins Glen, welches er auch gewinnen konnte. Im Sprint Cup verpasste er erstmals seit 2006 den Einzug in den Chase.
2013 konnte er das zweite Saisonrennen in Phoenix gewinnen, im September folgte ein zweiter Sieg in Richmond.
In der Saison 2014 konnte er zwei Rennen in Bristol sowie in Sonoma gewinnen, letzteres war sein erster Cup-Series-Sieg auf einem Rundkurs sowie sein letzter Sieg für Roush Fenway Racing. Im Sommer kündigte er an, im folgenden Jahr für Joe Gibbs Racing anzutreten.
2015 erweiterte Joe Gibbs Racing von drei auf vier Autos, Edwards pilotierte die neu hinzugekommene Nummer 19. Er konnte das Coca-Cola 600 in Charlotte sowie das Southern 500 in Darlington gewinnen. Im Chase konnte er sich nicht für die Runde der letzten vier qualifizieren, er beendete die Saison auf dem fünften Platz.
In der Saison 2016 konnte Edwards drei Rennen gewinnen, er schafft es unter die „Final Four“, die im letzten Rennen in Miami der NASCAR-Champion werden können. Nachdem es lange Zeit im Rennen so ausgesehen hatte, dass Edwards der Titelfavorit sei, beendete ein Unfall mit Joey Logano wenige Runden vor Schluss seine Titelhoffnungen.
Im Januar 2017 kündigte Edwards seinen Rückzug aus der NASCAR an, er wolle aber die Option für weitere Renneinsätze offen halten.

## Trivia
- Am 6. Juni 2007 gewann Edwards das Prelude to the Dream auf dem Eldora Speedway, einem Wohltätigkeitsrennen auf losem Untergrund, welches unter anderem von Tony Stewart, dem Besitzer des Speedway, organisiert wird. Neben Fahrern aus anderen Motorsportdisziplinen nahmen auch über 20 Fahrer des Sprint Cup daran teil.

- Während des Rennwochenendes des Auto Club 500 nahm Edwards an Dreharbeiten zur fünften Staffel der Fernsehserie 24 von FOX teil. Darin spielt er den Homeland-Security-Agenten Jim Hall.

- Carl Edwards erschien bereits auf den Titelseiten von ESPN The Magazine und Men’s Health und präsentierte seinen muskulösen Oberkörper.

- Beliebt ist Edwards bei den Fans wegen seines Rückwärtssaltos, den er nach (fast) jedem Sieg zelebriert. Aufgrund dieser Beliebtheit drehte Ford mehrere Werbespots, in denen ein junger Carl Rückwärtssaltos vom Kinderbett, einem Sofa und anderem unternimmt.

- Bei seinem Regenabbruchsieg 2016 im Herbstrennen in Phoenix zeigte Carl Edwards keinen Rückwärtssalto, da die Strecke bereits zu nass war und es für ihn zu gefährlich erschien.